# 埃娃·纳瓦罗
埃娃·玛丽亚·纳瓦罗·加西亚（西班牙語：Eva María Navarro García；2001年1月27日—），西班牙女子足球运动员，司职前锋，目前效力于皇家马德里足球俱乐部和西班牙国家女子足球队。2023年，她代表西班牙参加国际足联女子世界杯并夺得冠军。2024年，她代表西班牙参与夏季奥林匹克运动会女子足球比赛。